# 12 del Serpentari
12 del Serpentari (12 Ophiuchi) és un estel variable en la constel·lació del Serpentari. Classificat com a variable BY Draconis, rep la designació de variable V2133 Ophiuchi.Està situada a 31,9 anys llum de distància del Sistema Solar i té magnitud aparent mitjana +5,76. GJ 1207, a 2,7 anys llum, és l'estel més proper a 12 del Serpentari.

## Característiques
12 del Serpentari és un nan taronja de tipus espectral K0V amb una temperatura efectiva de 5200 K. Posseeix una lluminositat igual al 49 % de la lluminositat solar. De menor grandària que el Sol, el seu radi —avaluat a partir de la mesura directa del seu diàmetre angular— és un 7 % més petit que el radi solar.
Presenta una abundància relativa d'elements més pesants que l'heli lleugerament superior a la del Sol ([Fe/H] = +0,04).
La seva gravetat superficial, log(g) = 4,6, és una mica superior a la solar. La seva elevada velocitat de rotació, així com la seva activitat cromosfèrica, suggereixen que és un estel relativament jove; s'ha estimat la seva edat en 200 milions d'anys, la qual cosa correspon a un 4 % de l'edat del Sol.
Fins al moment no s'ha descobert cap objecte en òrbita al voltant de 12 Ophiuchi, i roman incert si posseeix un disc circumestelar entorn d'ell.

## Variabilitat
La variabilitat de 12 del Serpentari s'atribueix a activitat magnètica a gran escala en la seva cromosfera —en forma de taques estel·lars— unit a un període de rotació que fa que les regions actives entrin i surtin del camp de visió. Això dona lloc a la variabilitat de baixa amplitud observada. No obstant això, 12 Ophiuchi també sembla mostrar una ràpida variació en la seva lluminositat, possiblement deguda a canvis en les taques estel·lars. Mesures de la variabilitat a llarg termini mostren dos cicles d'activitat de les taques estel·lars que se superposen, a diferència del Sol que mostra un únic cicle d'11 anys. Els períodes d'aquests dos cicles són de 4,0 i 17,4 anys.